# Ufuk Ceylan
Ufuk Ceylan (født 23. juni 1986 i Izmir) er en tyrkisk fodboldspiller, der spiller som målmand for Süperlig-klubben Alanyaspor. 

## Klubkarriere

### Altay SK
Ufuk Ceylan startede med at spille fodbold i Altay SK i 1998. Han spillede på klubbens ungdomshold i 6 år, hvorefter han spillede sig på senior holdet, som han permanent blev rykket op til i 2004. Her spillede han i 2 år, og nåede at spille 10 ligakampe for holdet.

## Manisaspor
Information mangler

## Galatasaray
Den 2. september 2009 blev det bekræftet, at Ceylan skiftede fra Manisaspor til Galatasaray. Han skrev under på en kontrakt, som udløb i 2014. Han fik sin debut den 10. januar 2010 i den tyrkiske cup imod Orduspor. 
Eftersom Leo Franco forlod klubben, blev Ceylan 2. målmand. Men ikke lang tid senere, så stod Aykut Ercetin så skidt, at Ceylan blev 1. målmand. Men i 2011 blev Fernando Muslera hentet, og Ceylan blev hermed igen 2. målmand. 

## Landshold
Ceylan har (pr. april 2018) endnu ikke spillet nogen kampe for Tyrkiets landshold, men har repræsenteret sit land på ungdomsniveau.